# ざる中華
ざる中華（ざるちゅうか）は、東北地方を中心に食べられている麺料理。中華麺を茹でて冷やしたものを、めんつゆにつけて食べる料理である。その名の通りざる蕎麦の蕎麦を中華麺に置き換えたもので、薬味にもワサビ、ネギ、海苔など蕎麦にならった和風のものが使用される。北海道ではざるラーメンとも呼ばれている。
「つけ麺」（冷やしつけ麺）と同種の料理であるが、つけ麺のスープは油脂類や酢などを加えた中華風が一般的であるのに対し、「ざる中華」はあくまでも和風のそばつゆを用いる点に特徴がある。
東北地方の食堂やラーメン屋などでは、夏になると冷やし中華と共にメニューに掲げられることが多く、スーパーの惣菜弁当売場やコンビニでは、ざるそばやざるうどん同様に茹でられた麺とスープがセットで販売されている。
関東以南においても「和風つけ麺」や「中華もりそば」などの呼称で同種の料理を提供する店は存在しているが、東北・北海道ほど一般的ではなく、認知度も低い。
ある調査では、ざる中華を食べる文化があるかという質問に「ある」と答えた人の割合が、青森県（100％）、秋田県（73％）、岩手県（69％）、山形県（67％）と、東北の中でも青森県で特に親しまれており、青森の夏の風物詩・名物となっている。昭和40年頃に岩手県の製麺業者が、冷やし中華のタレの酸味が口に合わない人もいるという話をきっかけにざる蕎麦のように蕎麦つゆで食べる中華麺を発売したことが発祥の一つとされるが、諸説ある。その後東北各地から北海道へと定着したざる中華は、専用の中華麺も市販され、そうめんなどと並んで一般家庭でもよく食べられるようになった。秋田県とその周辺県では特にこのざる中華用として緑色をした中華麺が製造販売されており、緑色をしたものは通常の中華麺より売り上げが高いという。緑色を出すための原料は製造会社によってワカメ、ギバサ、ホウレンソウ、モロヘイヤなどさまざまである。
この種のインスタントラーメンとしては、1970 - 1980年代に販売されていたハウスの「冷しつけ麺」や、現行商品である五木の「ざるラーメン」などが存在する。